# Kungsholmen, Mönsterås kommun
Kungsholmen är en ö som till 2020 bildade ett naturreservat i Mönsterås skärgård i  Mönsterås kommun i Kalmar län.
Området var naturskyddat sedan 2007 och är 3 hektar stort. Reservatet består av gammal, orörd tallskog. Enligt beslut från Länsstyrelsen 2020 har reservatet gått upp i Vållö naturreservat.